# NGC 421
NGC 421 في الفهرس العام الجديد، هو جرم فلكي غير معروف، يقع في كوكبة الحوت. بواسطة ويليام هيرشل .

## روابط خارجية
- NGC 421 على موقع ويكي سكاي: DSS2, SDSS, GALEX, IRAS, Hydrogen α, X-Ray, Astrophoto, Sky Map, Articles and images